# Guillermo de Saboya

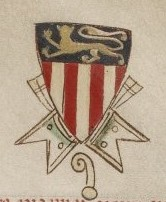
Escudo de armas de Guillermo de Saboya

Guillermo de Saboya (muerto en 1239 en Viterbo) era un obispo saboyano. Era hijo de Tomás I de Saboya.
Fue elegido obispo de Valence (Francia) en 1226. En 1236 fue a Inglaterra, con Leonor de Provenza, su sobrina, que debía de casarse con Enrique III de Inglaterra. Enrique intentó nombrar a Guillermo obispo de Winchester, pero el capítulo se opuso.
En 1238 Guillermo aseguró su elección como Príncipe-Obispo de Lieja. Murió al año siguiente, en Italia (seguramente envenenado)